# Douzième circonscription de la Seine-Maritime
La douzième circonscription de la Seine-Maritime était l'une des douze circonscriptions législatives françaises que comptait le département de la Seine-Maritime (76) situé en Normandie avant 2012.

## Description géographique et démographique
Cette ancienne douzième circonscription fut délimitée par le découpage électoral de la loi n°86-1197 du 24 novembre 1986
. Elle regroupa les divisions administratives suivantes  : canton d'Argueil, Aumale, Bellencombre, Blangy-sur-Bresle, Buchy, Forges-les-Eaux, Gournay-en-Bray, Londinières, Longueville-sur-Scie, Neufchâtel-en-Bray et de Saint-Saëns.
D'après le recensement général de la population en 1999, réalisé par l'Institut national de la statistique et des études économiques (INSEE), la population de cette circonscription était estimée à 91 670 habitants,.
À la suite du redécoupage des circonscriptions législatives françaises de 2010 qui entre en application avec les élections législatives françaises de 2012, la douzième circonscription a été supprimée : voir deuxième circonscription de la Seine-Maritime et sixième circonscription de la Seine-Maritime.

## Historique des députations
| Législature | Début de mandat | Fin de mandat  | Député          | Parti politique | Observations                                                                          |
| ----------- | --------------- | -------------- | --------------- | --------------- | ------------------------------------------------------------------------------------- |
| IXe         | 23 juin 1988    | 1er avril 1993 | Alain Le Vern   | PS              |                                                                                       |
| Xe          | 2 avril 1993    | 21 avril 1997  | Alain Le Vern,  | PS,             | Mandat écourté à la suite d'une dissolution parlementaire décidée par Jacques Chirac. |
| XIe         | 12 juin 1997    | 18 juin 2002   | Alain Le Vern,  | PS,             |                                                                                       |
| XIIe        | 19 juin 2002    | 19 juin 2007   | Michel Lejeune, | UMP,            |                                                                                       |
| XIIIe       | 20 juin 2007    | 19 juin 2012   | Michel Lejeune  | UMP             | Député suppléant : Virginie Lucot-Avril                                               |

## Historique des élections
Voici la liste des résultats des élections législatives dans la circonscription depuis le découpage électoral de 1986 : 

### Élections de 1988
| Candidat       | Candidat                | Parti          | Premier tour | Premier tour | Second tour | Second tour |  |
| Candidat       | Candidat                | Parti          | Voix         | %            | Voix        | %           |  |
| -------------- | ----------------------- | -------------- | ------------ | ------------ | ----------- | ----------- |  |
|                | Georges Delatre sortant | RPR (URC)      | 17 280       | 39,95        | 23 640      | 49,41       |  |
|                | Alain Le Vern élu       | PS             | 16 821       | 38,89        | 24 203      | 50,58       |  |
|                | Jean-Paul Gauzès        | Divers droite  | 3 268        | 7,55         |             |             |  |
|                | Patrick Debonne         | FN             | 3 008        | 6,95         |             |             |  |
|                | Jacques Fiocre          | PCF            | 2 869        | 6,63         |             |             |  |
|                |                         |                |              |              |             |             |  |
| Inscrits       | Inscrits                | Inscrits       | 64 882       | 100,00       | 64 830      | 100,00      |  |
| Abstentions    | Abstentions             | Abstentions    | 20 630       | 31,8         | 15 898      | 24,52       |  |
| Votants        | Votants                 | Votants        | 44 252       | 68,2         | 48 932      | 75,48       |  |
| Blancs et nuls | Blancs et nuls          | Blancs et nuls | 1 006        | 2,27         | 1 089       | 2,23        |  |
| Exprimés       | Exprimés                | Exprimés       | 43 246       | 97,73        | 47 843      | 97,77       |  |

Le suppléant d'Alain Le Vern était Alain Carment, ouvrier professionnel, conseiller général du canton de Gournay-en-Bray.

### Élections de 1993
| Candidat       | Candidat                    | Parti          | Premier tour | Premier tour | Second tour | Second tour |  |
| Candidat       | Candidat                    | Parti          | Voix         | %            | Voix        | %           |  |
| -------------- | --------------------------- | -------------- | ------------ | ------------ | ----------- | ----------- |  |
|                | Alain Le Vern sortant réélu | PS (ADFP)      | 17 024       | 36,47        | 26 886      | 55,76       |  |
|                | Pierre Blot                 | RPR (UPF)      | 12 809       | 27,44        | 21 327      | 44,23       |  |
|                | Michel Lejeune              | Divers droite  | 6 095        | 13,05        |             |             |  |
|                | Patrick Debonne             | FN             | 4 346        | 9,31         |             |             |  |
|                | Jean-Claude Ravenel         | Les Verts (EÉ) | 2 699        | 5,78         |             |             |  |
|                | François Le Roy             | Divers droite  | 1 756        | 3,76         |             |             |  |
|                | Christian Pierre            | PCF            | 1 627        | 3,48         |             |             |  |
|                | Martine Merceron-Vicat      | LT-LNÉ         | 319          | 0,68         |             |             |  |
|                |                             |                |              |              |             |             |  |
| Inscrits       | Inscrits                    | Inscrits       | 66 164       | 100,00       | 66 151      | 100,00      |  |
| Abstentions    | Abstentions                 | Abstentions    | 17 248       | 26,07        | 15 620      | 23,61       |  |
| Votants        | Votants                     | Votants        | 48 916       | 73,93        | 50 531      | 76,39       |  |
| Blancs et nuls | Blancs et nuls              | Blancs et nuls | 2 241        | 4,58         | 2 318       | 4,59        |  |
| Exprimés       | Exprimés                    | Exprimés       | 46 675       | 95,42        | 48 213      | 95,41       |  |

Le suppléant d'Alain Le Vern était Christian Plailly, docteur en médecine, maire de Gaillefontaine.

### Élections de 1997
| Candidat       | Candidat                    | Parti          | Premier tour | Premier tour | Second tour | Second tour |  |
| Candidat       | Candidat                    | Parti          | Voix         | %            | Voix        | %           |  |
| -------------- | --------------------------- | -------------- | ------------ | ------------ | ----------- | ----------- |  |
|                | Alain Le Vern sortant réélu | PS             | 21 441       | 45,68        | 28 897      | 59,68       |  |
|                | Michel Lejeune              | RPR            | 13 806       | 29,42        | 19 521      | 40,32       |  |
|                | Jean-Jacques Rénier         | FN             | 5 802        | 12,36        |             |             |  |
|                | François Druine             | PCF            | 2 302        | 4,90         |             |             |  |
|                | Caroline Coste              | GÉ             | 2 026        | 4,32         |             |             |  |
|                | Dominique Le Bonhomme       | LDI (MPF)      | 1 170        | 2,49         |             |             |  |
|                | Christian Giry              | LDI (CNIP)     | 387          | 0,82         |             |             |  |
|                |                             |                |              |              |             |             |  |
| Inscrits       | Inscrits                    | Inscrits       | 66 333       | 100,00       | 66 323      | 100,00      |  |
| Abstentions    | Abstentions                 | Abstentions    | 17 152       | 25,86        | 15 759      | 23,76       |  |
| Votants        | Votants                     | Votants        | 49 181       | 74,14        | 50 564      | 76,24       |  |
| Blancs et nuls | Blancs et nuls              | Blancs et nuls | 2 247        | 4,57         | 2 146       | 4,24        |  |
| Exprimés       | Exprimés                    | Exprimés       | 46 934       | 95,43        | 48 418      | 95,76       |  |

Le suppléant d'Alain Le Vern était Christian Plailly.

### Élections de 2002
| Candidat       | Candidat              | Parti          | Premier tour | Premier tour | Second tour | Second tour |  |
| Candidat       | Candidat              | Parti          | Voix         | %            | Voix        | %           |  |
| -------------- | --------------------- | -------------- | ------------ | ------------ | ----------- | ----------- |  |
|                | Alain Le Vern sortant | PS             | 17 391       | 37,79        | 22 993      | 49,53       |  |
|                | Michel Lejeune élu    | diss. UMP      | 16 080       | 34,94        | 23 428      | 50,47       |  |
|                | Carole Moreau         | FN             | 4 567        | 9,92         |             |             |  |
|                | Michel Turbier        | UMP            | 2 900        | 6,30         |             |             |  |
|                | Martial Pépin         | CPNT           | 1 077        | 2,34         |             |             |  |
|                | Évelyne Detournay     | Les Verts      | 872          | 1,89         |             |             |  |
|                | Anne-Marie Vibert     | PCF            | 748          | 1,63         |             |             |  |
|                | Anne Desjardins       | LCR            | 605          | 1,31         |             |             |  |
|                | Daniel Pitteloud      | Divers gauche  | 533          | 1,16         |             |             |  |
|                | Jacqueline Miermont   | LO             | 478          | 1,04         |             |             |  |
|                | Jean-Jacques Rénier   | MNR            | 371          | 0,81         |             |             |  |
|                | Dominique Duclos      | MPF            | 240          | 0,52         |             |             |  |
|                | Marie-Claude Giraud   | PRV            | 92           | 0,20         |             |             |  |
|                | Yves Soret            | ND             | 67           | 0,15         |             |             |  |
|                |                       |                |              |              |             |             |  |
| Inscrits       | Inscrits              | Inscrits       | 70 337       | 100,00       | 70 330      | 100,00      |  |
| Abstentions    | Abstentions           | Abstentions    | 23 437       | 33,32        | 22 699      | 32,27       |  |
| Votants        | Votants               | Votants        | 46 900       | 66,68        | 47 631      | 67,73       |  |
| Blancs et nuls | Blancs et nuls        | Blancs et nuls | 879          | 1,87         | 1 210       | 2,54        |  |
| Exprimés       | Exprimés              | Exprimés       | 46 021       | 98,13        | 46 421      | 97,46       |  |

Le suppléant de Michel Lejeune était Stéphane Dagicour, pédicure-podologue à Dieppe.
Michel Lejeune siégeait au groupe UMP.

### Élections de 2007
|                | Michel Lejeune sortant réélu | UMP               | 24 372 | 52,45  |  |  |  |
|                | Marie Le Vern                | PS                | 12 954 | 27,88  |  |  |  |
|                | Éric Arnoux                  | UDF–MoDem         | 2 185  | 4,70   |  |  |  |
|                | Carole Moreau                | FN                | 2 053  | 4,42   |  |  |  |
|                | Anne-Marie Leconte           | PCF               | 807    | 1,74   |  |  |  |
|                | Sylvie Blanckaert-Tilmont    | LCR               | 798    | 1,72   |  |  |  |
|                | Isabelle Ducellier-Deschamps | Les Verts         | 775    | 1,67   |  |  |  |
|                | Franck Carton                | CPNT              | 633    | 1,36   |  |  |  |
|                | Jean-Luc Robin               | MÉI               | 503    | 1,08   |  |  |  |
|                | Dominique Le Bonhomme        | MPF               | 419    | 0,90   |  |  |  |
|                | Christine Frau               | Divers écologiste | 390    | 0,84   |  |  |  |
|                | Jérôme Huvey                 | Divers            | 267    | 0,57   |  |  |  |
|                | Monique Forest               | MNR               | 204    | 0,44   |  |  |  |
|                | Igor Deperraz                | PRG               | 104    | 0,22   |  |  |  |
|                |                              |                   |        |        |  |  |  |
| Inscrits       | Inscrits                     | Inscrits          | 73 187 | 100,00 |  |  |  |
| Abstentions    | Abstentions                  | Abstentions       | 25 714 | 35,13  |  |  |  |
| Votants        | Votants                      | Votants           | 47 473 | 64,87  |  |  |  |
| Blancs et nuls | Blancs et nuls               | Blancs et nuls    | 1 009  | 2,13   |  |  |  |
| Exprimés       | Exprimés                     | Exprimés          | 46 464 | 97,87  |  |  |  |

#### Département de la Seine-Maritime
- La fiche de l'INSEE de cette circonscription : « Tableaux et Analyses de la douzième circonscription de la Seine-Maritime », sur insee.fr, site de l'Institut national de la statistique et des études économiques (consulté le 10 juin 2007) [PDF]

- « Tous les députés du département de la Seine-Maritime depuis 1789 », sur assemblee-nationale.fr, site de l'Assemblée nationale française (consulté le 10 juin 2007)

- « Informations contentieuses sur le département de la Seine-Maritime (Élections législatives de 2002) »(Archive.org • Wikiwix • Archive.is • Google • Que faire ?), sur conseil-constitutionnel.fr, site du Conseil constitutionnel (consulté le 13 juin 2007)

#### Circonscriptions en France
- « Carte des circonscriptions législatives en France », sur assemblee-nationale.fr, site de l'Assemblée nationale française (consulté le 10 juin 2007)

- « Résultats électoraux officiels en France »(Archive.org • Wikiwix • Archive.is • Google • Que faire ?), sur interieur.gouv.fr, site du ministère de l'Intérieur (France) (consulté le 13 juin 2007)

- Description et Atlas des circonscriptions électorales de France sur http://www.atlaspol.com, Atlaspol, site de cartographie géopolitique, consulté le 13 juin 2007.